# Die lustige Witwe

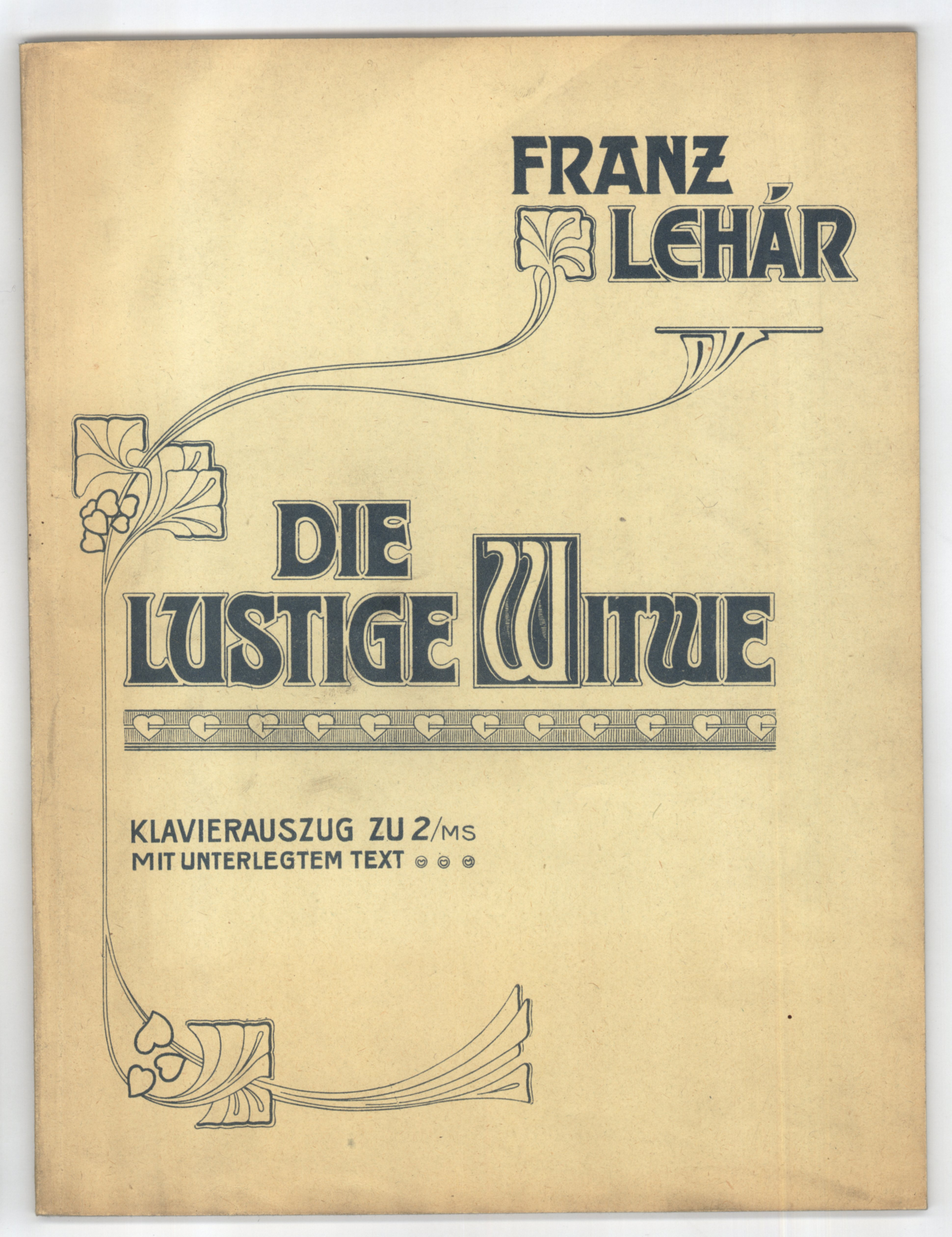
Voorblad

Die lustige Witwe (De vrolijke weduwe) is de titel van een operette in drie bedrijven gecomponeerd door de Oostenrijks-Hongaarse componist Franz Lehár. Het libretto werd geschreven door de Oostenrijkse toneeldichters Victor Léon en Leo Stein, naar het blijspel L'attaché d'ambassade van Henri Meilhac. De plaats van handeling is Parijs rond 1900.
Die lustige Witwe werd voor het eerst opgevoerd in het Theater an der Wien in Wenen op 30 december 1905.

## Voornaamste rollen
- Baron Mirko Zeta, (bariton)
- Valencienne (sopraan)
- Graaf Danilo Danilowitsch (bariton/tenor)
- Hanna Glawari (sopraan)
- Camille de Rosillon (tenor)

## Bekende melodieën
- Ich bin eine anständige Frau
- Jetzt geh' ich ins Maxim
- Lippen schweigen
- Viljalied

## Verfilmingen
Die lustige Witwe werd meermaals verfilmd:
- 1918  - regie: Michael Curtiz
- 1925  - regie: Erich von Stroheim
- 1934  - regie: Ernst Lubitsch
- 1952  - regie: Curtis Bernhardt
- 1962  - regie: Werner Jacobs

- Bibliothèque nationale de France: cb13923630v (data)
- Gemeinsame Normdatei: 30009079X
- Library of Congress Control Number: n79095329
- MusicBrainz work: 1065a858-651b-43e3-9880-a4e5dd11f612
- Nationale Bibliotheek van Israël: 987007420615305171
- Système universitaire de documentation: 069368112
- Virtual International Authority File: 175758661